# بلانريان
البلانريا هي دودة تنتمي إلى الديدان المسطحة.
و هو عادة ما يكون مصطلح يشير إلى الديدان المسطحة حرة المعيشة.
كانت تقسم البلانريا حسب المعيشة إلى:
1. أليفات الكهوف وهي تعيش في داخل الأرض والكهف
2. أليفات البحور وهي تعيش في المياه المالحة والبحار

## الصفات
1. جسمها صلبة
2. لا تمتلك تجويف في جسم
3. تمتاز بخاصية التجدد أي عند قطعها يتكون فردين جديدين
4. الجهاز الأخراجي يتكون من الخلايا اللهيبية
5. تكون خنثية
6. تتكون من نقاط تشبه العين يساعدها على تحسس الضوء